# Polichna
Polichna este o arie protejată (sit de importanță comunitară — SCI) din Polonia întinsă pe o suprafață de 368,4 ha, integral pe uscat.

## Localizare
Centrul sitului Polichna este situat la coordonatele 50°53′00″N 22°13′16″E / 50.8832°N 22.2211°E.

## Înființare
Situl Polichna a fost declarat sit de importanță comunitară în octombrie 2009 pentru a proteja un număr necunoscut de specii din flora spontană și fauna sălbatică aflate în arealul zonei.

## Biodiversitate
Situată în ecoregiunea continentală, aria protejată conține 2 habitate naturale: Păduri de fag Asperulo-Fagetum, Păduri de stejar și carpen Galio-Carpinetum.
La baza desemnării sitului se află un număr nedeclarat de specii protejate.